# وكري يا حرارا (أغنية)
وكري يا حرارا أغنية من تأليف الشاعر بدر الجاسر العياف ومن ألحان وغناء سعود الراشد وسجلت ونشرت في عام 1961. ويعود سبب شهرة الأغنية إلى أن سبب إصدارها يعود إلى  مطالبة رئيس وزراء العراق عبد الكريم قاسم بضم الكويت للعراق بعد أخذت استقلالها من المملكة المتحدة في عام 1961.

## النسخة الأولى عام 1961
في 19 حزيران، 1961، أعلنت بريطانيا عن توقيعها على معاهدة الاستقلال مع الكويت فأسرع عبد الكريم قاسم في إرسال برقية إلى شيخ الكويت يبلغهُ فيها سروره بإلغاء اتفاقية 1899. وفي 25 حزيران، 1961 عَقد عبد الكريم قاسم مؤتمراً صحفياً في مبنى وزارة الدفاع، أثار فيهِ مسألة تبعية الكويت إلى العراق بوصفها قضاءً عراقياً تابعاً لمحافظة البصرة، وأشار في المؤتمر الصحفي إلى الأسس التاريخية التي يستند إليها في دعوته هذه، كما أظهر بعض الوثائق التاريخية التي تؤكد ذلك وأشار إلى «أننا باستطاعتنا أن نحصل على حقوقنا كاملة ولكننا نلجأ دوماً وأبداً إلى السلم و(إن جنحوا للسلم فاجنح لها) إلا أنني أؤكد لكم أن الاستعمار لا يفيد معهُ السلم فهو عدو السلم».
وقد أُثيرت المشكلة في الأمم المتحدة بعد أن رفع العراق شكوى أمام مجلس الأمن من إنزال القوات البريطانية في الكويت. فطرح في مجلس الأمن مشروعان أحدهما مصري والآخر بريطاني لحل المشكلة، ووقف الاتحاد السوفيتي بجانب العراق، وقد استخدم حق الفيتو ضد المشروع البريطاني، أما المشروع المصري فلم يَحصل على الأصوات اللازمة لصدوره.
ونتيجة لإخفاق مجلس الأمن في حل المشكلة، بحثت المسألة في مجلس الجامعة العربية وتقرر إرسال قوات عربية بديلة عن القوات البريطانية في الكويت طبقاً للمشروع التي تقدمت به السعودية في تموز 1961، فانسحب العراق من مناقشات مجلس الجامعة احتجاجاً على ذلك. ثم ألفت أربع دول عربية قوات عسكرية باسم جامعة الدول العربية لتحل محل القوات البريطانية في الكويت وهذه الدول هي السودان والأردن والسعودية والجمهورية العربية المتحدة. وبلغ تعداداها (2300) جندي وصلت الكويت في شهر أيلول 1961، وفي تشرين الأول 1961 غادرت جميع القوات البريطانية الكويت بعد أن استبدلت بقوات عربية.
ما حدث أعلاه جعل الشعراء والفنانون يتبارون في إظهار حبهم وعشقهم ببلدهم الكويت واستقلالها ولذلك قام الشاعر بدر الجاسر العياف بتأليف هذه الكلمات ومن ثم قام الفنان سعود الراشد بتلحين وأداء الأغنية بطريقة الفن السامري في عام 1961. ثم في عقد السبعينات منعت إذاعة هذه الأغنية مع مصادرتها من أسواق الإسطوانات والكاسيت. 
تشير بعض المصادر إلى أن أسباب منع وزارة الإعلام للأغنية يرجع إلى أن المعارضة في الكويت استخدمت الأغنية كسلاح فني ضد العائلة الحاكمة آل صباح التي قامت بحل مجلس الأمة الرابع بصورة غير دستورية في 29 أغسطس 1976 وإغلاق نادي الاستقلال الثقافي.

## النسخة الثانية عام 1992
في عام 1992 وبعد تحرير الكويت من الغزو العراقي الذي استمر سبعة أشهر من أغسطس 1990 إلى فبراير 1991 فإن وزارة الإعلام قررت إعادة تسجيل الأغنية بنفس الكلمات والألحان ولكن بتوزيع عصري ومن أداء محمد المسباح وبعد تسجيلها وإذاعتها لعدة مرات تم منعها من العرض من قبل مسئولو وزارة الإعلام أنفسهم. ويعود سبب المنع لنفس سبب المنع سابقا في السبعينات وهو استخدام المعارضة في الكويت للأغنية كسلاح فني ضد العائلة الحاكمة آل صباح لإجبارهم على إعادة الحياة الدستورية والتي عادت في بعدها بعدة أشهر ولكن بعد قرار منع إذاعة الأغنية.

## كلمات الأغنية
وكري يا حرارا

وانزحي يا حباري

عن نوادي الحرارا

البطل ما يتوارى

ورا طعس الذواري

من يمين ويساري

من حسدنا وغارا

لي طرت له الطواري

شاعرن بانهيارا

بشره بالخسارة

من يصد الضواري

في وضوح النهارا

شعب دام انتصارا

لا يمين ولا يساري

ولا حزب الشيارا

يا كويتي تمارا

يحق لك لو تماري

كل يوم انتصارا

لولشي يا عذارى

وارقصي في تداري

على طبل(ن) وطارا
معنى الأغنية أن كلمة (وكري) جاءت من الوكر وهو بيت الطيور وبالتالي الثبات على الموقف وكلمة (الحرارا) أي الطائر الحر وعادة يرمز له بالطائر الشاهين الشهير في الكويت وهو من الطيور الشجاعة المفترسة بينما كلمة (الحباري) فهي طيور الحباري المنتشرة أيضا في الكويت ولكنها من الطيور الجبانة التي لا تطير وبالتالي فإن الشاعر العياف يقصد أن شعب الكويت قرر الثبات بموقفه بالحصول على استقلال دولة الكويت وأنهم مثل طيور الشاهين الشجاعة التي ستفترس كل عدو يحاول احتلال بلاده.